# Hłynśk (obwód sumski)
Hłynśk (ukr. Глинськ) – wieś na Ukrainie, w obwodzie sumskim, w rejonie romeńskim, w hromadzie Andrijasziwka. W 2024 liczyła 1201 mieszkańców.